# 田辺北インターチェンジ
田辺北インターチェンジ（たなべきたインターチェンジ）は、京都府京田辺市にある京奈和自動車道（京奈道路）のインターチェンジ (IC) である。

## 歴史
- 1988年（昭和63年）10月5日：城陽IC - 田辺西IC間開通に伴い、供用開始[1]。

## 周辺
- 一休寺
- 大住駅（JR西日本・学研都市線）

## 接続する道路
- 直接接続
  - 京都府道22号八幡木津線

## 料金所
城陽方面出入口のみに設置されている。木津方面出入口には設置されていない。
2013年4月30日現在の自動車用レーンの基本運用は次のとおり。設備点検時や交通状況等によっては変更される場合がある。
- レーン数：4

### 入口（城陽方面へ）
- レーン数：2
  - ETC専用：1
  - 一般（精算機）：1

### 出口（城陽方面から）
- レーン数：2
  - ETC専用：1
  - 一般（精算機）：1

## 隣
E24 京奈和自動車道（京奈道路）
(1)城陽IC - (2)田辺北IC - (3)田辺西IC